# Spring Creek (Dakota del Sud)
Spring Creek és una població dels Estats Units a l'estat de Dakota del Sud. Segons el cens del 2000 tenia 136 habitants.

## Demografia
Segons el cens del 2000, Spring Creek tenia 136 habitants, 29 habitatges, i 26 famílies. La densitat de població era de 5,6 habitants per km².
Dels 29 habitatges en un 37,9% hi vivien nens de menys de 18 anys, en un 27,6% hi vivien parelles casades, en un 51,7% dones solteres, i en un 10,3% no eren unitats familiars. En el 6,9% dels habitatges hi vivien persones soles el 6,9% de les quals corresponia a persones de 65 anys o més que vivien soles. El nombre mitjà de persones vivint en cada habitatge era de 4,69 i el nombre mitjà de persones que vivien en cada família era de 4,92.
Per edats la població es repartia de la següent manera: un 43,4% tenia menys de 18 anys, un 14,7% entre 18 i 24, un 22,1% entre 25 i 44, un 14% de 45 a 60 i un 5,9% 65 anys o més.
L'edat mediana era de 21 anys. Per cada 100 dones de 18 o més anys hi havia 87,8 homes.
La renda mediana per habitatge era de 28.194 $ i la renda mediana per família de 28.194 $. Els homes tenien una renda mediana de 0 $ mentre que les dones 21.250 $. La renda per capita de la població era de 4.045 $. Entorn del 30,8% de les famílies i el 44,8% de la població estaven per davall del llindar de pobresa.

## Poblacions més properes
El següent diagrama mostra les poblacions més properes.